# Neobolusia
Neobolusia – rodzaj roślin z rodziny storczykowatych (Orchidaceae). Obejmuje 3 gatunki występujące w Afryce w takich krajach jak: Republika Południowej Afryki, Lesotho, Malawi, Mozambik, Eswatini, Tanzania, Zambia, Zimbabwe.

## Systematyka
Rodzaj sklasyfikowany do podplemienia Orchidinae w plemieniu Orchideae, podrodzina storczykowe (Orchidoideae), rodzina storczykowate (Orchidaceae), rząd szparagowce (Asparagales) w obrębie roślin jednoliściennych.
Wykaz gatunków
- Neobolusia ciliata Summerh.
- Neobolusia stolzii Schltr.
- Neobolusia tysonii (Bolus) Schltr.